# ジャーヴィス (J級駆逐艦)
ジャーヴィス (HMS Jervis, F00/G00) は、イギリス海軍の駆逐艦。J級（嚮導艦）。艦名はナポレオン戦争時に海軍大臣を務めた初代セント・ヴィンセント伯爵ジョン・ジャーヴィスにちなむ。
「ジャーヴィス」は第二次世界大戦において、軽巡洋艦「オライオン」及び駆逐艦「ヌビアン」と共に戦艦「ウォースパイト」の14個に次ぐ13個の戦闘名誉章 (Battle honour) を受章した武勲めでたい艦として知られる。また、戦争期間中主要な戦いの多くに参加し、複数の大きな損傷を負ったにもかかわらず、一人も戦死者を出さなかった幸運と活躍から「ラッキー・ジャーヴィス」（Lucky Jervis）の渾名で呼ばれた。

## 艦歴
「ジャーヴィス」はタイン河畔ヘブバーンのホーソン・レスリー社で1937年8月26日に起工、1938年9月9日に進水し1939年5月8日就役した。

### 1939年(本国近海)
1939年9月に第二次世界大戦が勃発すると、「ジャーヴィス」は艦長兼戦隊司令（Captain (D)）フィリップ・ジョン・マック（Philip John Mack）大佐の指揮下で本国艦隊第7駆逐艦戦隊（7th Destroyer Flotilla）の旗艦となる。開戦後は戦隊の僚艦と共にドイツ艦船の捜索と船団護衛に従事した。
最初の6か月間、戦隊の最大の敵は北海の悪天候であり、嵐や駆逐艦同士の衝突に悩まされた。その間「ジャーヴィス」は3隻の封鎖突破船を拿捕したほか、ドイツ海軍の装甲艦「ドイッチュラント」に拿捕されたアメリカ船「シティ・オブ・フリント」の捜索に従事した。
1939年10月9日、悪天候の中で行動中だった「ジャーヴィス」と姉妹艦「ジュピター」は初めてのドイツ空軍による空襲に遭遇した。悪天候による燃料不足と激しい波浪、空襲に加え、「ジュピター」がボイラー故障を起こし一時航行不能になる。「ジャーヴィス」は荒天の中で「ジュピター」を曳航し、燃料がほとんど空になりながらも翌日2隻はスカパ・フローへ帰還を果たした。
1940年3月19日の夜、「ジェーナス」及び「ジャヴェリン」と共にロサイスへ向け航行中だった「ジャーヴィス」はスウェーデン船「トーア」(Tor)と衝突事故を起こし、死者2名・行方不明者15名を出す。そのため、続く3か月間をドックでの修理に費やした。

### 1940年(地中海)
1940年5月にマック大佐は地中海艦隊第14駆逐艦戦隊（14th Destroyer Flotilla）の指揮を執ることになったが、嚮導艦の「ジャーヴィス」が修理中であったため旗艦を一時的に「ジェーナス」に移し地中海へ移動した。その後修理が終わった「ジャーヴィス」も6月に地中海へ移動し、正式に第14駆逐艦戦隊の旗艦となった。この頃に「ジャーヴィス」のペナントナンバーはG00へ変更されている。7月6日にはマルタ島で空襲を受けたが損害はなかった。
以降2年間、「ジャーヴィス」は沿岸部の掃討、陸軍への支援砲撃、輸送船団の護衛、艦隊護衛といった様々な任務に従事した。
11月11日にはタラント空襲（ジャッジメント作戦）を行う空母「イラストリアス」の護衛に参加、12月上旬から中旬にかけて、エジプトに侵攻したイタリア軍に対する反攻作戦であるコンパス作戦の支援を行った。

### 1941年
1941年に入ると、「ジャーヴィス」は地中海での艦隊行動で顕著な働きを見せた。
「ジャーヴィス」は1月にマルタ島への輸送作戦MC4作戦（エクセス作戦）に参加、戦艦「ウォースパイト」、「ヴァリアント」、空母「イラストリアス」を含むA部隊（Force A）の護衛を担当した。
3月にはエジプトからギリシャへ兵力輸送を行うラスター作戦の護衛を行う。さらに3月28日から29日にかけてマタパン岬沖海戦に参加、「ウォースパイト」らの砲撃で大破したイタリア海軍の重巡洋艦「ザラ」を雷撃処分したほか、航空魚雷の命中で落伍していた重巡洋艦「ポーラ」に接近して生存者を救助したのち、駆逐艦「ヌビアン」と共に「ポーラ」を雷撃処分した。この際、救助した「ポーラ」の生存者の多くが艦内の酒蔵から持ち出したワインを飲んで酔っぱらってしまっていたという話が残されている。また「ジャーヴィス」の砲員たちは、「ポーラ」から数門のブレダ機銃を回収して対空兵装の強化に利用した。
4月16日には、タリゴ船団の戦いにおいて「ジャーヴィス」は僚艦と共にイタリアの輸送船団を攻撃。輸送船5隻を護衛の駆逐艦3隻もろとも全滅させる功績をあげた。さらに「ジャーヴィス」は僚艦と敵船舶の捜索を続け、4月24日にイタリアの武装商船「エゲオ」（Egeo）を「ジェーナス」、「ジュノー」、「ジャガー」と共同で撃沈した。
5月にクレタ島の戦いに参加、この戦いでは準同型艦の「ケリー」を含む多くの艦艇が失われたが、「ジャーヴィス」は無事に切り抜けた。5月26日に空母「フォーミダブル」と「ヌビアン」がドイツ空軍機の爆撃を受け大破してしまったため、「ジャーヴィス」は「ジャッカル」と共に「ヌビアン」の救援を行った。その後はクレタ島からの連合軍部隊の撤退を支援した。

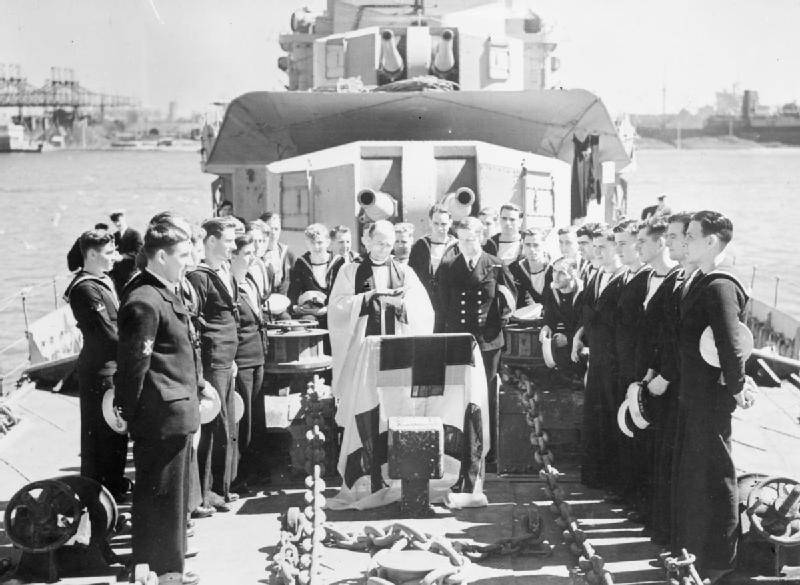
日曜日の礼拝を行う「ジャーヴィス」の乗員。

6月、ヴィシー政権を支持していたフランス委任統治領シリアとレバノンにオーストラリア軍を中心とする英連邦軍が侵攻した（シリア・レバノン戦役）ため、「ジャーヴィス」は支援砲撃やヴィシー側艦艇への警戒を実施している。6月15日から16日にかけての夜、大型駆逐艦「カサール」を捜索中に「ジャーヴィス」は浮上中のフランス海軍潜水艦と遭遇した。わずか1鏈（約185m）の距離から魚雷を発射されたが、「ジャーヴィス」は数フィートの差で回避に成功し、潜航した潜水艦は駆逐艦「キンバリー」と共同で爆雷攻撃により追い払われた。同日に「ジャーヴィス」はニュージーランド海軍の軽巡洋艦「リアンダー」と「キンバリー」と共に、フランス海軍の大型駆逐艦「ヴァルミ」及び「ゲパール」と交戦した。6月18日、ベイルートのフランス軍砲兵陣地を砲撃中に「ジャーヴィス」は港口に潜んでいたフランス海軍の潜水艦から雷撃されたが、魚雷は「ジャーヴィス」の艦底を通過していったため無傷であった。
その後夏の間、「ジャーヴィス」は包囲下にあるトブルクへの輸送任務（トブルク・フェリーサービス）に従事した。
11月2日から8日にかけて、「ジャーヴィス」は敷設巡洋艦「アブディール」と10隻の駆逐艦と共に兵員輸送作戦に参加、英印軍をパレスチナのハイファからキプロス島のファマグスタへ輸送し、代わってイギリス陸軍第50歩兵師団を逆のルートでキプロス島からパレスチナへ移駐させた（グレンコ作戦）。
11月25日、「ジャーヴィス」はイタリアの船団攻撃に向かう戦艦「クイーン・エリザベス」、「ヴァリアント」、「バーラム」らを護衛した。「ジャーヴィス」は16時17分に不審な音を探知したが、担当者は潜水艦ではないと判断した。しかしそれはドイツの潜水艦「U-331」であり、「U-331」が発射した魚雷3本が命中した「バーラム」は左舷側に横転、爆沈した。12月2日には、「ジャーヴィス」の2番砲が「ジャガー」を誤射する事故を起こし、「ジャガー」の艦長を含む2名が死亡、1名が重傷を負った。
11月に「ジャーヴィス」はウォーシップ・ウィークのキャンペーンに参加し、サマセットバースの住民に割り当てられた。
その後「ジャーヴィス」は第1次シルテ湾海戦に参加した。しかしアレクサンドリアに帰還後、そこで停泊中だった「ジャーヴィス」はイタリア海軍の人間魚雷による攻撃に遭遇した。タンカー「サゴナ」が爆破された際に接舷して給油中だった「ジャーヴィス」は巻き添えを食らい大破、6週間のドック入りを余儀なくされたものの死傷者は出なかった。

### 1942年
「ジャーヴィス」は1942年1月下旬に復帰後、健康上の問題で艦を降りたマック大佐に代わり、アルバート・ローレンス・ポーランド（Albert Lawrence Poland）大佐が艦長兼戦隊司令として着任し、翌年までその地位にいた。3月にポーランド大佐の指揮下で「ジャーヴィス」は第2次シルテ湾海戦を戦っている。
5月10日にベンガジへ向かう敵船団攻撃のため、駆逐艦「ジャッカル」、「キプリング」、「ライヴリー」と共にアレクサンドリア港から出撃した（MG2作戦）。しかしドイツ空軍LG 1/第1（教導）飛行隊の空襲により「ライヴリー」と「キプリング」が相次いで撃沈され、「ジャッカル」も大破後に「ジャーヴィス」が曳航を試みたものの果たせず、「ジャーヴィス」によって雷撃処分された。最終的に「ジャーヴィス」のみが生き残り、3隻の生存者約650名を救助し帰還した。この際、乗員と生存者合わせて850名以上を乗せる極端な過積載のために転覆の危険があり、わずかに5度ずつの操舵しかできない状態での帰還であったという。
6月には物資不足に苦しむマルタ島への輸送作戦であるヴィガラス作戦に護衛艦艇の一隻として参加したが、作戦は多大な損失を出し失敗した。8月10日、「ジャーヴィス」はペデスタル作戦を支援するために3隻の輸送船からなる囮船団に参加した（MG3作戦）。
8月17日、駆逐艦「ヒーロー」と共に兵員輸送船を護衛中だった「ジャーヴィス」は、「U-83」に雷撃されて沈没した客船「プリンセス・マーガレット」の生存者を救助した。その後「ヒーロー」と共同で爆雷攻撃を行い「U-83」を損傷させた。8月29日には、前日にSボートの雷撃で損傷した駆逐艦「エリッジ」のアレクサンドリアへの入港を護衛している。
9月13日、トブルクへの水陸両用作戦であるアグリーメント作戦の陽動作戦として、「ジャーヴィス」は僚艦と共にマルサ・マトルーフを艦砲射撃した。しかしアグリーメント作戦そのものは悲劇的な大失敗に終わった。
8月のペデスタル作戦成功によってマルタ島の封鎖は解除され、11月17日に「ジャーヴィス」は封鎖解除後初となるマルタ島への輸送作戦ストーンエイジ作戦に参加。作戦中に空襲で酷く損傷し、曳航されて後退する軽巡洋艦「アリシューザ」を駆逐艦「ジャヴェリン」と共に護衛した。その後、船団護衛に戻った「ジャーヴィス」と「ジャヴェリン」は他の護衛艦と共にマルタ島へ船団を到着させることができたが、帰路に激しい嵐に襲われ、複数の参加艦艇に乗員が荒波にさらわれて行方不明になったり艦体が損傷する被害が出た。「ジャーヴィス」も救命ボートを流され浸水被害が出たものの、人的被害を出さずに乗り切ることができた。
11月24日に「ジャーヴィス」は敵船団攻撃のためK部隊に加わった。12月2日、「ジャーヴィス」は「ジャヴェリン」、「ヌビアン」、「ケルヴィン」と共に、アルバコア雷撃機により撃沈された輸送船の乗員を救助中だったイタリアの水雷艇「ルポ」を捕捉、撃沈している。12月20日には、「ジャーヴィス」と「ヌビアン」がマルタ島から発進した偵察機によりトリポリ沖で発見された2000トン級商船1隻を沈めた。

### 1943年

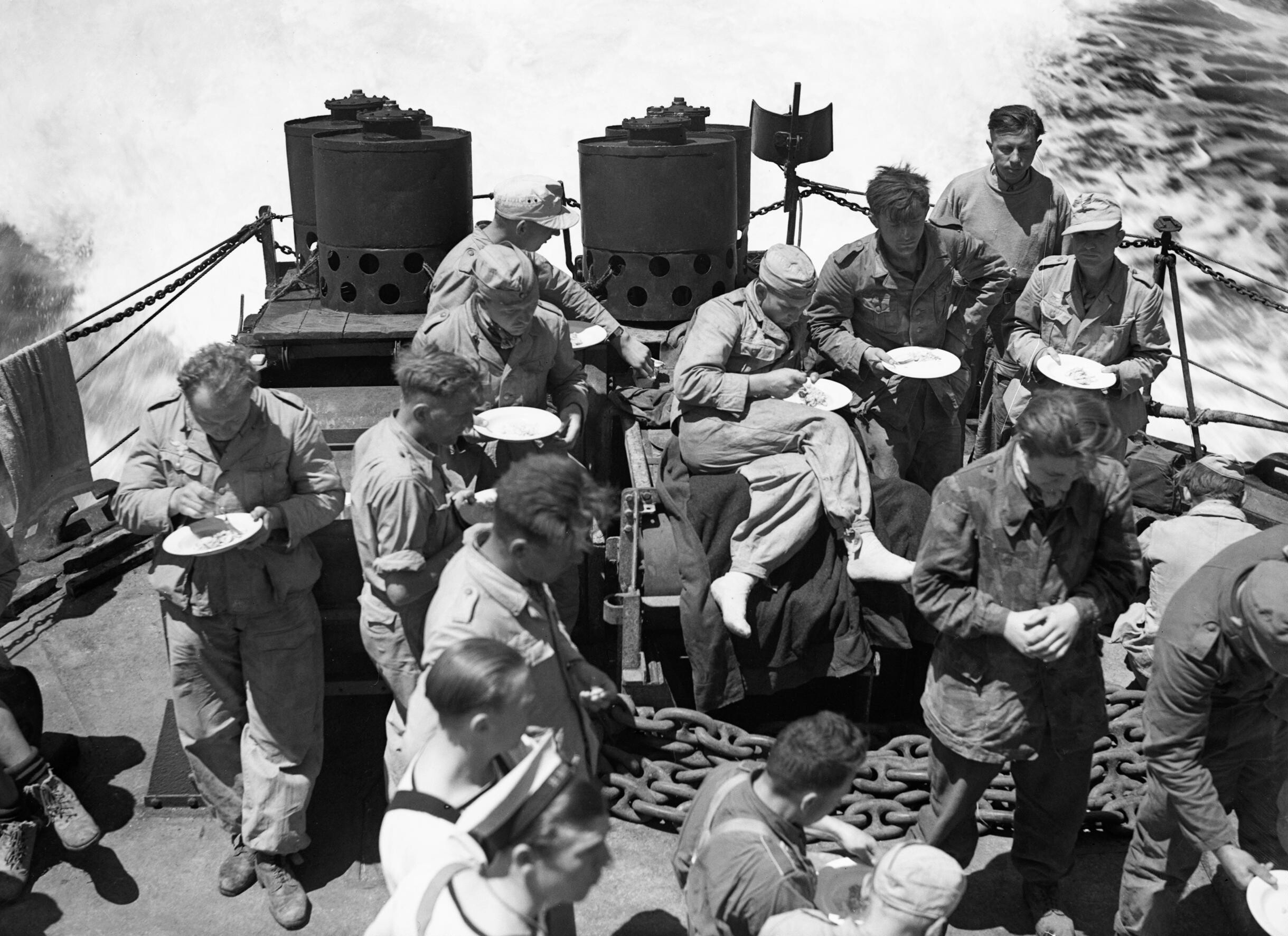
「ジャーヴィス」の乗員がドイツ兵捕虜に給食を行っているところ。レトリビューション作戦中の1943年5月撮影。

年が明けた1943年1月7日、艦長兼戦隊司令がポーランド大佐からアンソニー・フォレット・パグスリー（Anthony Follett Pugsley）大佐に交代した。
3日後の1月10日、荒天下で船団護衛中だった「ジャーヴィス」から乗員1名が波に流されて行方不明になった。しばらく捜索したが発見できず捜索は打ち切られたが、間もなく「ジャーヴィス」の魚雷発射管の下から気絶した状態で発見された。波で人知れず海から艦上に押し戻されていたと推定され、頭部を負傷し肋骨を折っていたものの命に別条はなくマルタ島の海軍病院に収容され治療を受けた。
1月20日に「ジャーヴィス」は「ヌビアン」と共に小型商船2隻を撃沈。1月22日、「ジャーヴィス」は軽巡洋艦「クレオパトラ」、「ユーライアラス」、駆逐艦「ヌビアン」、「ケルヴィン」、「ジャヴェリン」と共にズワーラ砲撃を行った。さらに「ジャーヴィス」は、2月2日にドイツ海軍の潜水艦「U-205」を、駆逐艦「パラディン」及び南アフリカ空軍のブレニム爆撃機と共同で損傷させ、浮上後に拿捕した。「U-205」はその後曳航中に沈没した。
5月上旬、「ジャーヴィス」はレトリビューション作戦に参加し、陥落寸前のチュニジアから敵部隊の撤退を阻止する海上封鎖を行った。「ジャーヴィス」は「ヌビアン」、「パラディン」と共に100名以上の敵兵を捕虜にしたほか、イギリス空軍の搭乗員1名を救助した。5月19日には僚艦と共に、病院船を装って兵員輸送を行っていたドイツ船を拿捕している。
1943年6月1日から2日にかけての夜、「ジャーヴィス」はギリシャ海軍の駆逐艦「ヴァシリッサ・オルガ」と共にスパルティヴェント岬沖において輸送船2隻、護衛の水雷艇「カストーレ」及び小型護衛艦「X137」 からなるイタリアの船団を攻撃、ウェリントン爆撃機が投下した照明弾に照らされた船団をわずか30分あまりの戦闘で全滅させた。6月20日にはトリポリからマルタ島へ向かう国王ジョージ6世の御召艦である軽巡洋艦「オーロラ」を「ヌビアン」、「ルックアウト」、「エスキモー」と共に護衛した。6月22日、艦長兼戦隊司令がジョン・スチュアート・クラウフォード（John Stuart Crawford）大佐に交代。

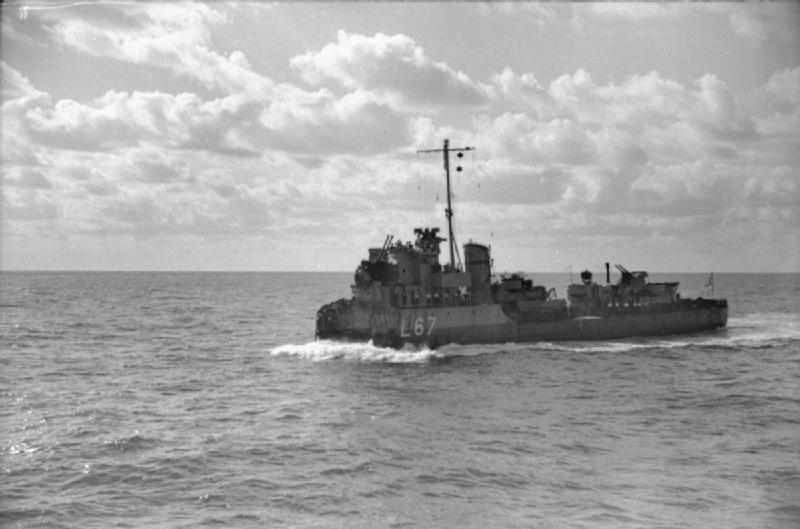
ドデカネス諸島の戦いで触雷により艦首を失ったギリシャ海軍駆逐艦「アドリアス」。「ジャーヴィス」らの護衛を受けながら帰還に成功した。1943年12月。

その後も「ジャーヴィス」はパンテッレリーア島、シチリア、カラブリア、タラント、サレルノへの上陸作戦に従事した。
9月9日、タラント占領のため第1空挺師団の兵員を乗せて入港しようとしていた「アブディール」が触雷沈没したため、「ジャーヴィス」は救援活動に参加すると共に負傷者をマルタ島へ輸送した。9月17日にサレルノで上陸支援中だった「ウォースパイト」が空襲を受け誘導爆弾フリッツXにより大破したため、「ジャーヴィス」は配下の駆逐艦を率いて撤退する「ウォースパイト」を護衛した。
秋にはエーゲ海でドデカネス諸島戦役に参加したが、作戦は失敗に終わった。作戦期間中に「ジャーヴィス」はアレクサンドリアで小規模改装を行い、後部魚雷発射管が4インチ単装高角砲に換装された。10月16日から17日にかけて、「ジャーヴィス」はカリムノス島沖でドイツ海軍の駆潜艇「UJ-2109」を駆逐艦「ペン」、「ハースレイ」、ギリシャ海軍の「ミアオウリス」と共同で撃沈した ほか、翌18日にも「ジャーヴィス」と「ペン」は遭遇したドイツ軍の舟艇群を撃破している。
11月16日にはクラウフォード大佐が離任し、ハロルド・ピトケアン・ヘンダーソン（Harold Pitcairn Henderson）大佐に交代した。12月9日、「ジャーヴィス」はアレキサンドリアからマルタへ向かう重巡洋艦「ロンドン」と、カイロ会談・テヘラン会談から帰国するウィンストン・チャーチル首相が乗る軽巡洋艦「ペネロピ」の護衛を実施した。

### 1944年(本国近海)

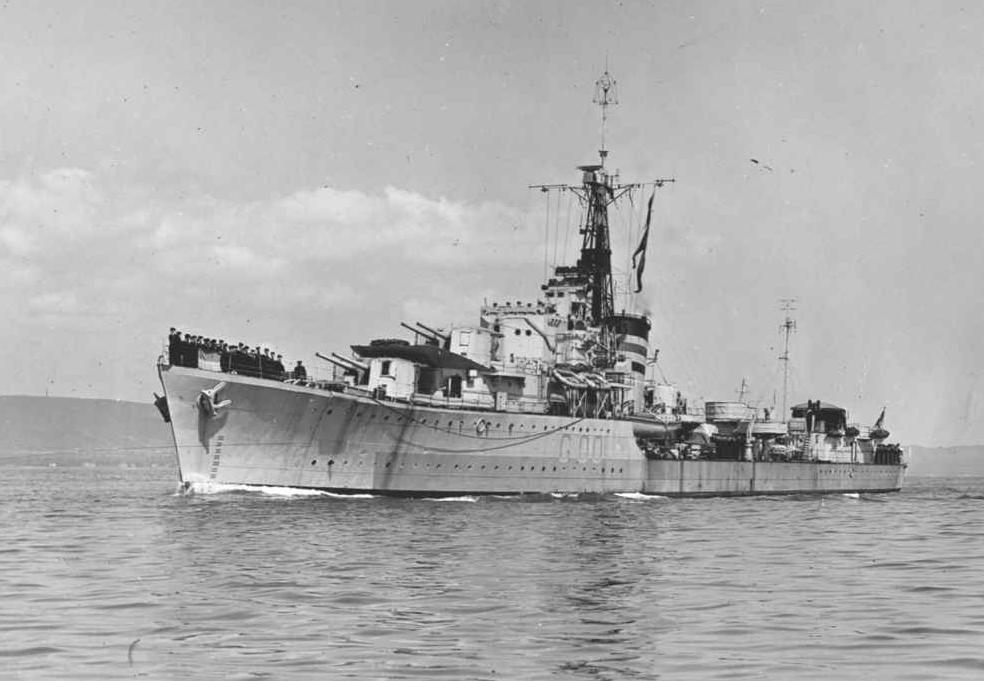
近代化改装後の「ジャーヴィス」。マストがトラス構造に変更されるなどの改良が加えられている。1945年6月撮影。

1944年1月上旬、「ジャーヴィス」は「ジェーナス」と共にアドリア海沿岸のイタリア各地を砲撃し、敵の陣地や鉄道を破壊したほかスクーナー3隻を沈めた。さらにイタリア西部のナポリへ移動し、1月18日には「ジェーナス」、軽巡洋艦「オライオン」、駆逐艦「フォークナー」、「ラフォーレイ」と共にガエータを砲撃している。
1月22日にアンツィオの戦い（シングル作戦）が始まると、「ジャーヴィス」も「ジェーナス」と共に上陸援護に参加した。作戦中だった翌23日にヨアヒム・ヘルビッヒ中佐指揮下のドイツ空軍LG 1/第1（教導）飛行隊による空襲に見舞われ、「ジェーナス」が撃沈され「ジャーヴィス」も艦首を切断したが奇跡的に死傷者はいなかった。
ジブラルタルでの2ヶ月間の修理の後、「ジャーヴィス」はノルマンディー上陸作戦に備えた事前訓練と改装のためにイギリス本国へ帰還し戦隊旗艦の任を解かれた。艦長ロジャー・パーシヴァル・ヒル（Roger Percival Hill）少佐の下で、「ジャーヴィス」はノルマンディー上陸作戦を支援した。6月6日の上陸当日、「ジャーヴィス」はゴールド・ビーチ周辺で支援砲撃を実施。支援砲撃と哨戒活動を継続していた6月17日、補給のためポーツマスへ30ノットで航行中だった「ジャーヴィス」の航跡内で6発の音響機雷が次々と爆発した。しかし後部主砲右砲が衝撃で故障する軽微な損傷で済んだ。6月19日には悪天候で流されたリバティ船が「ジャーヴィス」に衝突し艦首部に穴を開ける被害が出たが、戦闘に支障がなかったため6月21日まで現地に留まった。
8月12日には、ドイツ軍に占領されていたチャンネル諸島オルダニー島を砲撃する戦艦「ロドニー」を駆逐艦「フォークナー」と共に護衛。8月17日に「フォークナー」と共同で周辺海域の敵艦艇を捜索中だった「ジャーヴィス」はオルダニー島、ジャージー島、ガーンジー島のドイツ軍砲台から36分間にわたって熾烈な砲撃を受けたが、一発の命中弾もなく脱出に成功した。作戦後の9月に、長期修理と近代化改装を受けるためベルファストで退役した。

### 1945年と戦後
改装完了後の1945年5月8日にゴドフリー・ランサム（Godfrey Ransome）中佐の下で再就役した後は、地中海で警備任務に就いた。6月3日にイギリスを出発して地中海へ向かう途中にポルトガルのリスボンに寄港し、ドイツの降伏を受けて自沈後にポルトガル海軍のヴォウガ級駆逐艦「ダン」によって救助されたUボートの乗員47名の引き渡しを受け、ジブラルタルへ移送した。その後マルタ島へ到着して間もなく艦長がデヴィッド・ヒュー・メイトランド-マクギル-クリクトン（David Hugh Maitland-Makgill-Crichton）中佐に交代した。
9月15日にロードス島にいた「ジャヴェリン」で艦長らに対し乗員の大規模な反抗事件が発生したため、「ジャーヴィス」は軍法会議が行われるマルタ島へ「ジャヴェリン」を護送している。
「ジャーヴィス」は地中海沿岸の巡航や演習を行ったが、11月12日には第14駆逐艦戦隊の旗艦がCh級駆逐艦「チェッカーズ」に変更されたため、「ジャーヴィス」は旗艦を退き「ジャヴェリン」と2隻で第14駆逐艦戦隊第28駆逐隊（28th Division）を編成した。11月19日、「ジャーヴィス」は戦争中の残存機雷に触れて放棄されていたリバティ船「ジェシー・ビリングスリー」（Jesse Billingsley）に遭遇した。「ジャーヴィス」から派遣された人員が確認したところ水密は保たれていることが判明したため、「ジェシー・ビリングスリー」はトリエステから来た曳船によって曳航されていった。
1946年1月25日、「ジャーヴィス」は僚艦「チェッカーズ」、「チャプレト」、「シェヴロン」と共にエジプト王国海軍に譲渡される高速魚雷艇（MTB）を曳航してマルタ島からアレクサンドリアへ向かった。戦隊司令らの反対にもかかわらず激しい嵐の中で予定通り曳航が命じられた結果、間もなく波浪のため曳航不能になり、要員を退去の上で高速魚雷艇は全て「ジャーヴィス」の砲撃により海没処分された。曳航失敗後に僚艦はマルタ島へ帰還したが、「ジャーヴィス」だけは嵐でガヴドス島に座礁したイタリアの客船「グラディスカ」（Gradisca）と、「グラディスカ」の離礁作業中に自らも座礁した曳船「キャプティヴ」（Captive）の救援活動に参加している。
その後は主に地中海東岸の警備活動に従事し、ヨーロッパからパレスチナへ向かおうとするユダヤ人が乗った移民船の取締りなどを行った。
「ジャーヴィス」は1946年5月19日まで活動した後にイギリス本国へ向けてハイファを出港したが、その際には僚艦「チェッカーズ」、「チャプレト」、「シェヴロン」の付き添いを受け、さらに地中海艦隊所属の全駆逐艦からの喝采を受けた。チャタムに到着した6月4日に「ジャーヴィス」は予備役のカテゴリー「B」に編入され、以降はグリーノックで係留練習艦として使用された。「ジャーヴィス」は1947年10月に廃棄リストに載り、翌年ストリヴェン湖で戦争を生き残った他の姉妹艦（「ジャヴェリン」、「ケルヴィン」、「キンバリー」）と共に爆発物の実験に用いられた。
「ジャーヴィス」は1949年1月にブリティッシュ・アイアン・アンド・スチール・コーポレーション（BISCO）にスクラップとして売却され、その後同年9月にアーノット・ヤング社の手でトルーンに曳航後、スコットランドのポート・バナタインにて解体された。

## ラッキー・ジャーヴィス
「ジャーヴィス」は戦争中、幸運な艦であるとみなされていた（準同型艦の「ケリー」が不幸な艦とみなされていたことと対照的である）。5年半という長い戦争期間、参加した戦闘のうち主要なものだけでも13回を数えた激しい戦歴にもかかわらず、乗員から一人も戦死者を出すことがなかったという稀有な記録を持っている。
敵潜水艦から雷撃を受けるも、魚雷が艦底を通過して無事だったり、6発の音響機雷が次々と爆発しても軽微な損傷で済むなど危険な状況を幾度も切り抜けた。
1944年1月23日のアンツィオの戦いにおける「ジャーヴィス」のエピソードは、その幸運の一つと言ってよいかもしれない。上陸作戦を支援中だった「ジャーヴィス」と僚艦「ジェーナス」はドイツ空軍機による空襲に見舞われた。両艦はドイツの対艦ミサイルHs293による攻撃を受け被弾し前部弾薬庫が誘爆した「ジェーナス」が沈没、多数の犠牲者を出した。
一方の「ジャーヴィス」も艦首を吹き飛ばされたが、自力で安全にナポリまで後退できた。驚くべきことにこの事件で「ジャーヴィス」の死傷者はゼロであり、そして「ジェーナス」の生存者を救助することができた。
アンツィオの戦い直後に「ジャーヴィス」の艦長に着任し1944年9月まで務めたロジャー・ヒル元少佐は、著書の中で「ジャーヴィス」について次のように記している。

## 栄典
「ジャーヴィス」は生涯で13個の戦闘名誉章(Battle honour)を受章した。
Mediterranean（1940-44）・Libya（1940-42）・Malta convoys（1941-42）・Matapan（1941）・Sfax（1941）・Crete（1941）・Sirte（1942）・Sicily（1943）・Salerno（1943）・Aegean（1943）・Adriatic（1944）・Anzio（1944）・Normandy（1944）
この記録に並ぶのは「ジャーヴィス」と共に地中海で戦った軽巡洋艦「オライオン」及び駆逐艦「ヌビアン」の2隻だけであり、二度の世界大戦に参加した地中海艦隊旗艦、戦艦「ウォースパイト」ただ1隻のみが上回っている。